# Собор Святого Филиппа
Собор Святого Филиппа (англ. St Philip’s Cathedral), также известный как Бирмингемский собор (англ. Birmingham Cathedral) — кафедральный собор Церкви Англии диоцеза Бирмингема. Изначально приходская церковь, собор в стиле барокко был построен в начале XVIII века на Колмор-роу в Бирмингеме, Уэст-Мидлендс, Англия. Является самым маленьким англиканским собором после соборов Дерби и Челмсфорда, включён в список памятников архитектуры I* степени.
В Бирмингеме есть католический собор Святого Чеда.

## История
Решение о строительстве церкви Святого Филиппа было принято, когда близлежащая средневековая церковь Святого Мартина на Булл-Ринге перестала вмещать всех прихожан быстрорастущего Бирмингема. Земля под строительство была подарена Робертом Филипсом в 1710 году. Это одна из самых высоких точек в округе, которая якобы находится на том же уровне, что и крест на соборе Святого Павла в Лондоне. В соответствии с парламентским актом, строительство по проекту Томаса Арчера началось в 1711 году; в 1715 году оно было освящено в честь апостола Филиппа как дань уважения Роберту Филипсу. Стоимость строительства оценивалась в 20 000 фунтов стерлингов, но по факту было потрачено лишь 5 012 фунтов стерлингов (790 000 фунтов стерлингов с учётом инфляции на 2019 год). Это произошло потому, что многие материалы были пожертвованы благотворителями и доставлены на место бесплатно. Церковь Святого Филиппа служила приходской церковью в 1715—1905 годах.
В церкви находилась Приходская библиотека Святого Филиппа, завещанная церкви Уильямом Хиггсом. В 1792 году Спенсер Мадан, клирик и переводчик Гроция, построил библиотечную комнату рядом с домом пастора, которая получила название Приходской библиотеки.
С ростом промышленных городов в XVIII—XIX веках увеличивалось и количество приходов, возникала потребность в новых административных центрах. Бирмингем стал городом в 1889 году. В то время в городах Ливерпуль и Труро были построены новые соборы, а в ряде других существующие церкви и древние аббатства были повышены до административного статуса соборов. Благодаря государственному деятелю Джозефу Чемберлену и епископу Вустера Чарльзу Гору в 1905 году собор Святого Филиппа стал кафедральным собором новообразованного диоцеза Бирмингема. Первым епископом стал Чарльз Гор. Перед собором ему поставлен памятник работы Томаса Стерлинга Ли.
Во время Второй мировой войны собор был разбомблен 7 ноября 1940 года. Его самые значительные сокровища — несколько витражей Эдварда Бёрн-Джонса — ещё на ранних этапах войны были увезены из собора Бирмингемским гражданским обществом. Их вернули назад целыми и невредимыми, когда в 1948 году здание было восстановлено. В 1995 году в соборе был установлен мемориал погибшим при взрывах в пабах Бирмингема в 1974 году.